# Oeyregave
Oeyregave é uma comuna francesa na região administrativa da Nova Aquitânia, no departamento Landes. Estende-se por uma área de 8,03 quilômetros quadrados. Em 2010 a comuna tinha 347 habitantes (densidade: 43,2 hab./km²).